# Ewa Różańska
Ewa Różańska (22 de diciembre de 2000) es una deportista polaca que compite en atletismo. Ganó una medalla de plata en el Campeonato Europeo de Atletismo de 2022, en la prueba de lanzamiento de martillo.

## Palmarés internacional
| Campeonato Europeo | Campeonato Europeo | Campeonato Europeo | Campeonato Europeo |
| Año                | Lugar              | Medalla            | Prueba             |
| ------------------ | ------------------ | ------------------ | ------------------ |
| 2022               | Múnich (Alemania)  | Medalla de plata   | Martillo           |